# Patricia Beach Provincial Park
Patricia Beach Provincial Park är en park i Kanada.   Den ligger i provinsen Manitoba, i den sydöstra delen av landet, 1 600 km väster om huvudstaden Ottawa. Patricia Beach Provincial Park ligger 219 meter över havet.
Terrängen runt Patricia Beach Provincial Park är platt, och sluttar västerut. Runt Patricia Beach Provincial Park är det glesbefolkat, med 9 invånare per kvadratkilometer..
I omgivningarna runt Patricia Beach Provincial Park växer i huvudsak blandskog.